# (877) Валькирия
877 Вальки́рия (877 Walküre) — астероид главного астероидного пояса. Открыт 13 сентября 1915 г. российским (советским) астрономом Григорием Неуйминым в Симеизской обсерватории, в Крыму. Название астероида происходит от одноимённой оперы Рихарда Вагнера (нем. «Die Walküre»).
Валькирия не пересекает орбиту Земли, и делает полный оборот вокруг Солнца за 3,92 Юлианских лет.